# Theo Klöckner
Theo Klöckner (* 19. října 1934, Mülheim an der Ruhr) je bývalý německý fotbalista, útočník, levé křídlo.

## Fotbalová kariéra
Začínal v týmu VfB Speldorf. Od roku 1956 do roku 1963 hrál za tým Schwarz-Weiß Essen, se kterým vyhrál v roce 1959 německý fotbalový pohár. V letech 1963-1965 hrál německou bundesligu za Werder Brémy, nastoupil ve 31 ligových utkáních a dal 8 gólů. S Werderem Brémy vyhrál v roce 1965 bundesligu. Dále hrál v nižších soutěžích za Schwarz-Weiß Essen a VfB Speldorf. Za německou reprezentaci nastoupil v letech 1958–1959 ve 2 utkáních.

## Ligová bilance
| Ročník                                    | Zápasy | Góly | Klub               |
| ----------------------------------------- | ------ | ---- | ------------------ |
| Fußball-Oberliga West 1956/1957           | 25     | 7    | Schwarz-Weiß Essen |
| Fußball-Oberliga Süd 1959/1960            | 27     | 12   | Schwarz-Weiß Essen |
| Fußball-Oberliga Süd 1961/1962            | 27     | 6    | Schwarz-Weiß Essen |
| Fußball-Oberliga Süd 1962/1963            | 23     | 3    | Schwarz-Weiß Essen |
| Německá fotbalová Bundesliga 1963/1964    | 14     | 4    | Werder Brémy       |
| Německá fotbalová Bundesliga 1964/1965    | 17     | 4    | Werder Brémy       |
| 2. německá fotbalová Bundesliga 1965/1966 | -      | -    | Schwarz-Weiß Essen |
| 2. německá fotbalová Bundesliga 1966/1967 | 8      | 4    | Schwarz-Weiß Essen |
| CELKEM Německá fotbalová Bundesliga       | 31     | 8    |                    |